# Хошун (административная единица)
Хошу́н, или Кожуун (монг. хошуу, тув. кожуун, бур. хошуун) — административно-территориальная единица в Республике Тыва и Внутренней Монголии, а также в прошлом в Монголии и Бурятии.

## Россия
Кожуун — историческое название военно-феодального удела в Туве; в настоящее время — наименование муниципальных районов в Республике Тыва.
Также, в 20-х годах XX века, хошун - составляющая часть аймаков в Бурятии, соответствующая волости, с преобладающим коренным населением.

## Монголия
Хошун — основная военно-административная единица и одновременно феодальное удельное княжество в дореволюционной Монголии, введённая маньчжурским правительством.  В военном отношении хошун при маньчжурах приравнивался к ополчению численностью примерно в дивизию. Хошун делился на сомоны. Во главе хошуна находился наследственный князь - дзасак.
В годы автономии (1911-19) хошун - главным образом самоуправляющееся феодальное княжество (таких княжеств насчитывалось в 1918 году- 113). После победы Монгольской народной революции реформой местного самоуправления 1922-23 годов власть в хошунах перешла к выборным органам. В 1931 хошун был упразднен и заменен новой административной единицей - аймаком.

## КНР
Хошун — (кит. упр. 旗, пиньинь qí, палл. ци, монг. ᠬᠣᠰᠢᠭᠤ) — административно-территориальная единица в автономном районе Внутренняя Монголия (Китай). По своим административным функциям соответствуют уездам.

### Автономный хошун
Автономный хошун (кит. упр. 自治旗, пиньинь zìzhìqí, палл. цзычжици) — термин, используемый для тех хошунов КНР, где преобладают национальные меньшинства.  Аналогом автономного хошуна в других административно-территориальных единицах КНР являются автономные уезды.